# Řebříček sličný
Řebříček sličný (Achillea nobilis) je druh rostliny z čeledi hvězdnicovité (Asteraceae).

## Popis
Řebříček sličný má výšku 0,15 až 0,6 metrů. Kvete od června do října.

## Rozšíření
Vyskytuje se v Eurasii, zavlečen byl do Velké Británie, Lucemburska, Polska, Pobaltí či Norska.